# 浜松町

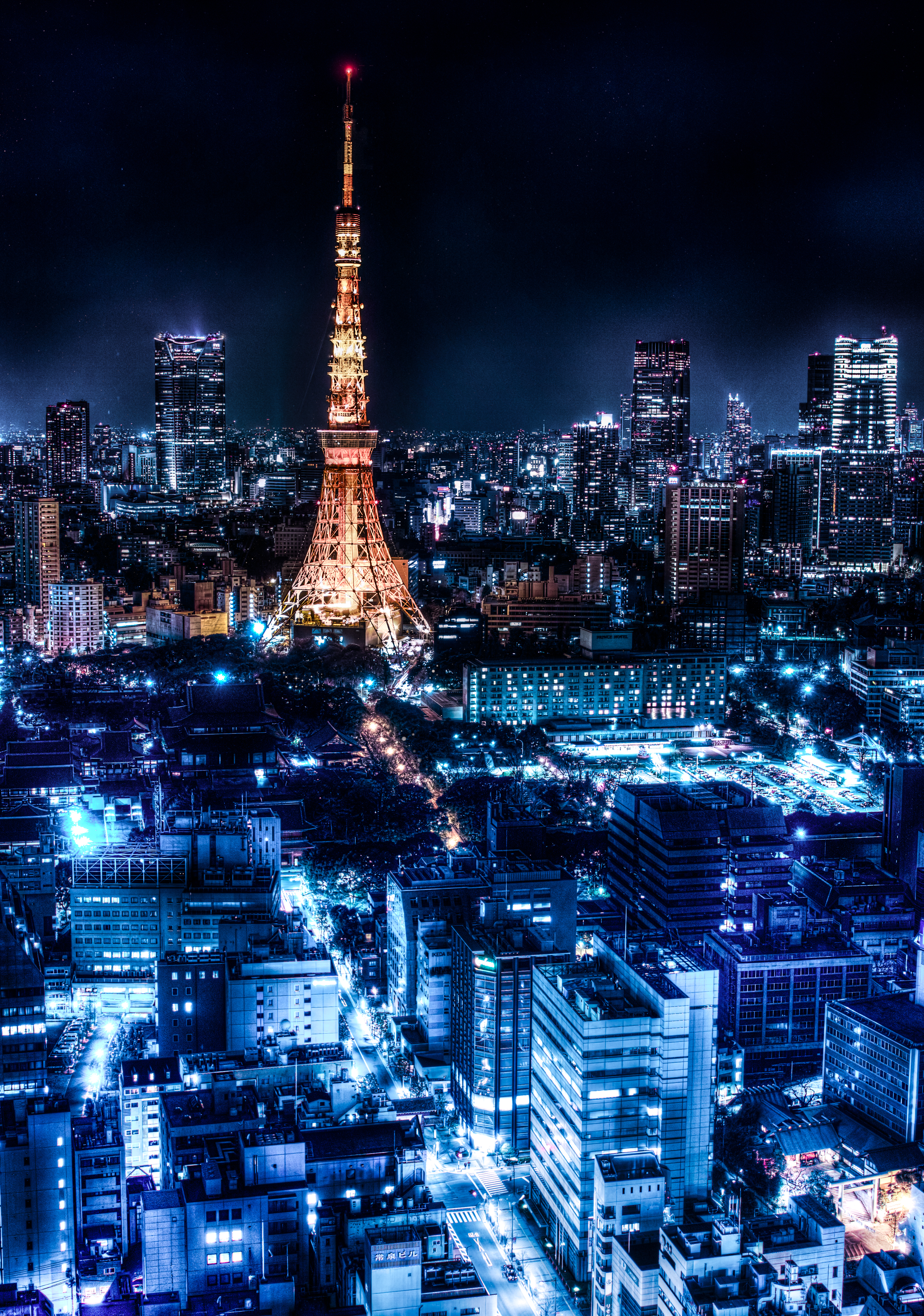
貿易センターから見た浜松町

浜松町（はままつちょう）は、東京都港区の町名。現行行政地名は浜松町一丁目および二丁目。住居表示実施済み区域である。

## 地理
港区北東部に位置し、芝地区総合支所管内に属する。JR山手線・JR京浜東北線・東京モノレール羽田空港線の浜松町駅、都営地下鉄浅草線・都営地下鉄大江戸線の大門駅がある。町域の大部分は浜松町駅・大門駅を中心としたビジネス街・商業地であり、ビル街の中に住宅が混在している。東京国際空港（羽田空港）へ延びる東京モノレール羽田空港線の起点駅があることから、日本では主に駅名として広く知られている。

## 歴史
浜松町一丁目は、天正18年（1590年）に徳川家康が江戸城に入城して以来、江戸城の城下町として整備された。慶長3年（1598年）、徳川将軍家菩提寺である増上寺が麹町より現在地に移った。慶長6年（1603年）には、東海道が現在の国道15号線上に定められ様々な店が並び商業地域の中心となり、軒を連ねる店の後ろには、松平家や森家、酒井家など、徳川将軍の家臣である大名屋敷が建ち並び、いわゆる江戸の町が形成された。浜松町一丁目の北側は「芝新銭座」（しばしんせんざ）と呼ばれ、寛永13年（1636年）にこの地に江戸における最初の銭貨鋳造所が設けられ、寛永通宝が鋳造されていたと伝えられている。芝の鋳造所は元文年間（1736年～1741年）頃に姿を消したとされているが、後世まで「新銭座」として地名が受け継がれ、旧町名は「芝新銭座町」という。
その後、「福澤屋諭吉」が誕生した明治2年（1869年）。当時、福澤諭吉と慶應義塾はこの「芝新銭座」に居を構えていた。それまで特定の名称がなかった「福澤塾」は「慶應義塾」と命名され、この新銭座の地が「慶應義塾」の発祥地。時に慶応4年（明治元年）。その敷地400坪余に100人程の塾生を収容できる塾舎が建てられ、本格的な英学塾が発足した。
浜松町二丁目の貿易センタービルの南裏側（旧芝浜松町四丁目の一部）は、かつて芝新網町(しばしんもうちょう)と呼ばれ江戸時代から続く三大貧民窟の一つであり、乞胸（ごうむね）・願人（がんにん）など江戸特有の賤民の居住地であった。いずれも徳川時代の旧非人系の被差別部落であり、資本主義の発展の元で都市スラムとして拡大した。日露戦争（1905年）後、都市の拡大とともに、貧民窟には様々な圧力が加わった。下谷万年町や芝新網町では、地価の高騰で家賃が上がり、多くの人々は場末の細民街に移動した。特に屑物屋は営業規則の施行で、荒川区の日暮里や三河島へと移転。四谷鮫ケ橋では、新宿南町の長屋へ移動していく人が多かった。

### 地名の由来
慶長年間、芝増上寺の代官である奥住久右衛門が名主を務め、この地が久右衛門町と呼ばれるようになる。元禄9年（1696年）、遠州浜松出身の権兵衛が名主となり、町名が久右衛門町から芝浜松町に変更され、芝浜松町一丁目から四丁目が成立した。

### 沿革
- 明治元年（1868年）、東京府の成立に伴い、芝浜松町一～四丁目は東京府の所属となる。
- 明治5年（1872年）、周辺の武家地を併合し、町域を拡大する。
- 明治11年（1878年）、芝区の成立に伴い、当地域は東京府芝区芝浜松町一～四丁目となる。
- 明治22年（1889年）、東京市の成立に伴い、当地域は東京市芝区芝浜松町一～四丁目となる。
- 明治44年（1911年）5月1日、町名より「芝」の冠称が省かれ、芝区浜松町一～四丁目となる。
- 昭和7年（1932年）12月1日、関東大震災後の復興のための大規模な町名整理が行われ、周辺の神明町・新網町・湊町などを編入し、新たに浜松町一～四丁目が成立する。
- 昭和11年（1936年）、浜松町一丁目・二丁目の一部が海岸通一丁目となる。
- 昭和22年（1947年）、芝区が麻布区・赤坂区と合併して新たに港区が成立する。それに伴い町名に再び「芝」の冠称がつき、東京都港区芝浜松町一～四丁目となる。
- 昭和47年（1972年）1月1日、芝浜松町に住居表示が実施され、現在の浜松町一・二丁目が成立する。また、旧芝浜松町の一部は芝大門となる。

### 町名の変遷
| 実施後       | 実施年月日   | 実施前（各町名ともその一部）                                         |
| ------------ | ------------ | -------------------------------------------------------------------- |
| 浜松町一丁目 | 1972年1月1日 | 芝浜松町一丁目、芝浜松町二丁目                                       |
| 浜松町二丁目 | 1972年1月1日 | 芝浜松町三丁目、芝浜松町四丁目                                       |
| 芝大門一丁目 | 1972年1月1日 | 芝浜松町一丁目、芝浜松町二丁目など（詳しくは芝大門の項を参照のこと） |
| 芝大門二丁目 | 1972年1月1日 | 芝浜松町三丁目、芝浜松町四丁目など（詳しくは芝大門の項を参照のこと） |

- 港区内の住居表示実施区域で「町」が付く町名はここ「浜松町」のみである。港区内で「町」が付く残りの麻布永坂町・麻布狸穴町は住居表示未実施。

## 世帯数と人口
2025年（令和7年）4月1日現在（港区発表）の世帯数と人口は以下の通りである。
| 丁目         | 世帯数    | 人口    |
| ------------ | --------- | ------- |
| 浜松町一丁目 | 1,404世帯 | 2,263人 |
| 浜松町二丁目 | 295世帯   | 502人   |
| 計           | 1,699世帯 | 2,765人 |

### 人口の変遷
国勢調査による人口の推移。
| 年                 | 人口  |
| ------------------ | ----- |
| 1995年（平成7年）  | 871   |
| 2000年（平成12年） | 801   |
| 2005年（平成17年） | 999   |
| 2010年（平成22年） | 1,506 |
| 2015年（平成27年） | 1,843 |
| 2020年（令和2年）  | 2,620 |

### 世帯数の変遷
国勢調査による世帯数の推移。
| 年                 | 世帯数 |
| ------------------ | ------ |
| 1995年（平成7年）  | 374    |
| 2000年（平成12年） | 388    |
| 2005年（平成17年） | 635    |
| 2010年（平成22年） | 856    |
| 2015年（平成27年） | 1,122  |
| 2020年（令和2年）  | 1,671  |

## 学区
区立小・中学校に通う場合、学区は以下の通りとなる（2022年4月現在）。
- 区域 : 一丁目、二丁目　各全域
  - 小学校 : 港区立御成門小学校
  - 中学校 : 港区立御成門中学校

## 交通

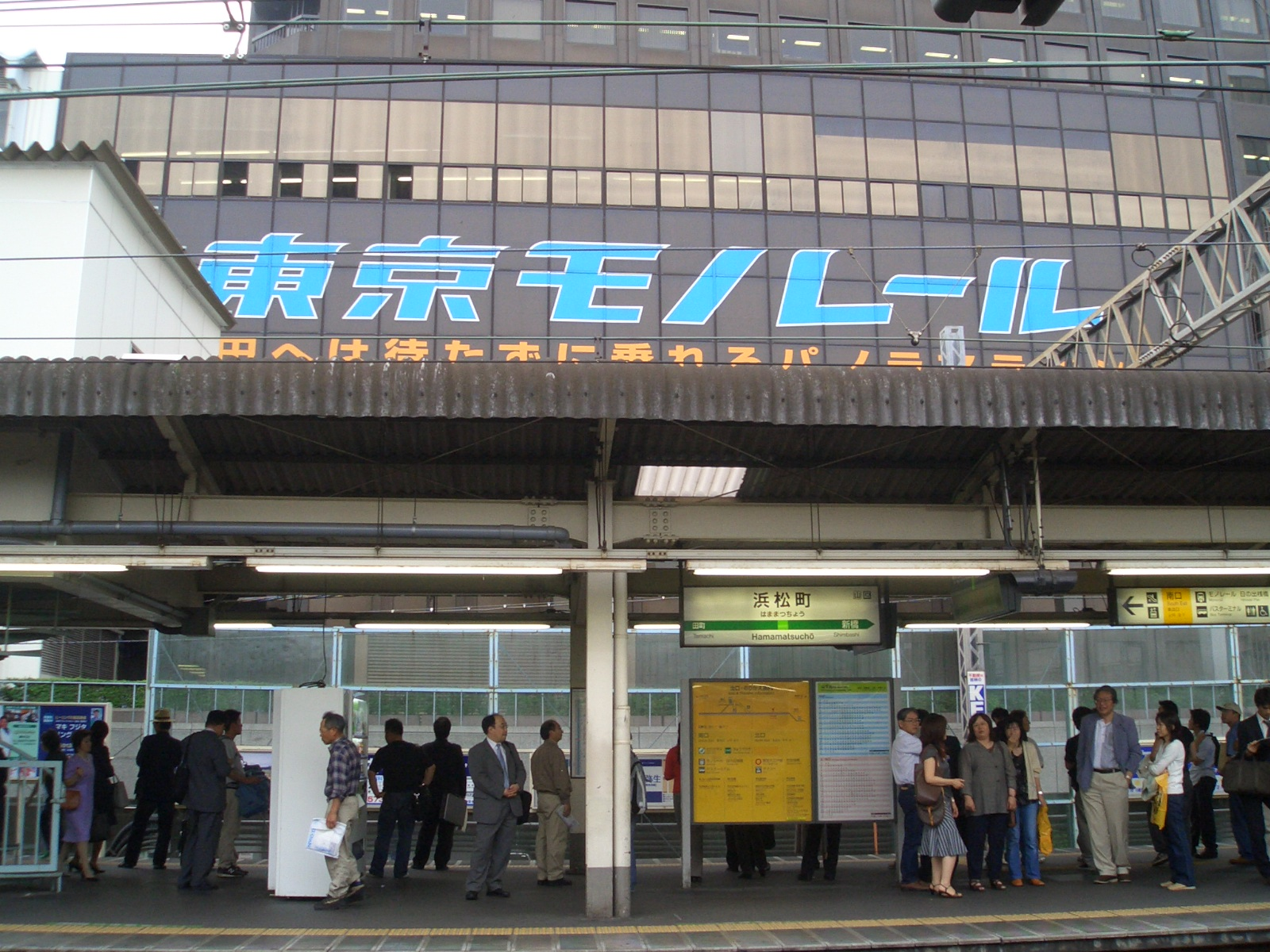
浜松町駅

### 鉄道
- 東日本旅客鉄道（JR東日本）
  - 浜松町駅
    -  山手線
    -  京浜東北線
- 東京モノレール
  - モノレール浜松町駅
    -  東京モノレール羽田空港線
- 東京都交通局（都営地下鉄）
  - 大門駅（所在地は浜松町一・二丁目）
    -  浅草線
    -  大江戸線

### 道路
- 国道15号（第一京浜）

## 事業所
2021年（令和3年）現在の経済センサス調査による事業所数と従業員数は以下の通りである。
| 丁目         | 事業所数    | 従業員数 |
| ------------ | ----------- | -------- |
| 浜松町一丁目 | 741事業所   | 11,992人 |
| 浜松町二丁目 | 580事業所   | 17,702人 |
| 計           | 1,321事業所 | 29,694人 |

### 事業者数の変遷
経済センサスによる事業所数の推移。
| 年                 | 事業者数 |
| ------------------ | -------- |
| 2016年（平成28年） | 1,274    |
| 2021年（令和3年）  | 1,321    |

### 従業員数の変遷
経済センサスによる従業員数の推移。
| 年                 | 従業員数 |
| ------------------ | -------- |
| 2016年（平成28年） | 23,506   |
| 2021年（令和3年）  | 29,694   |

## 施設

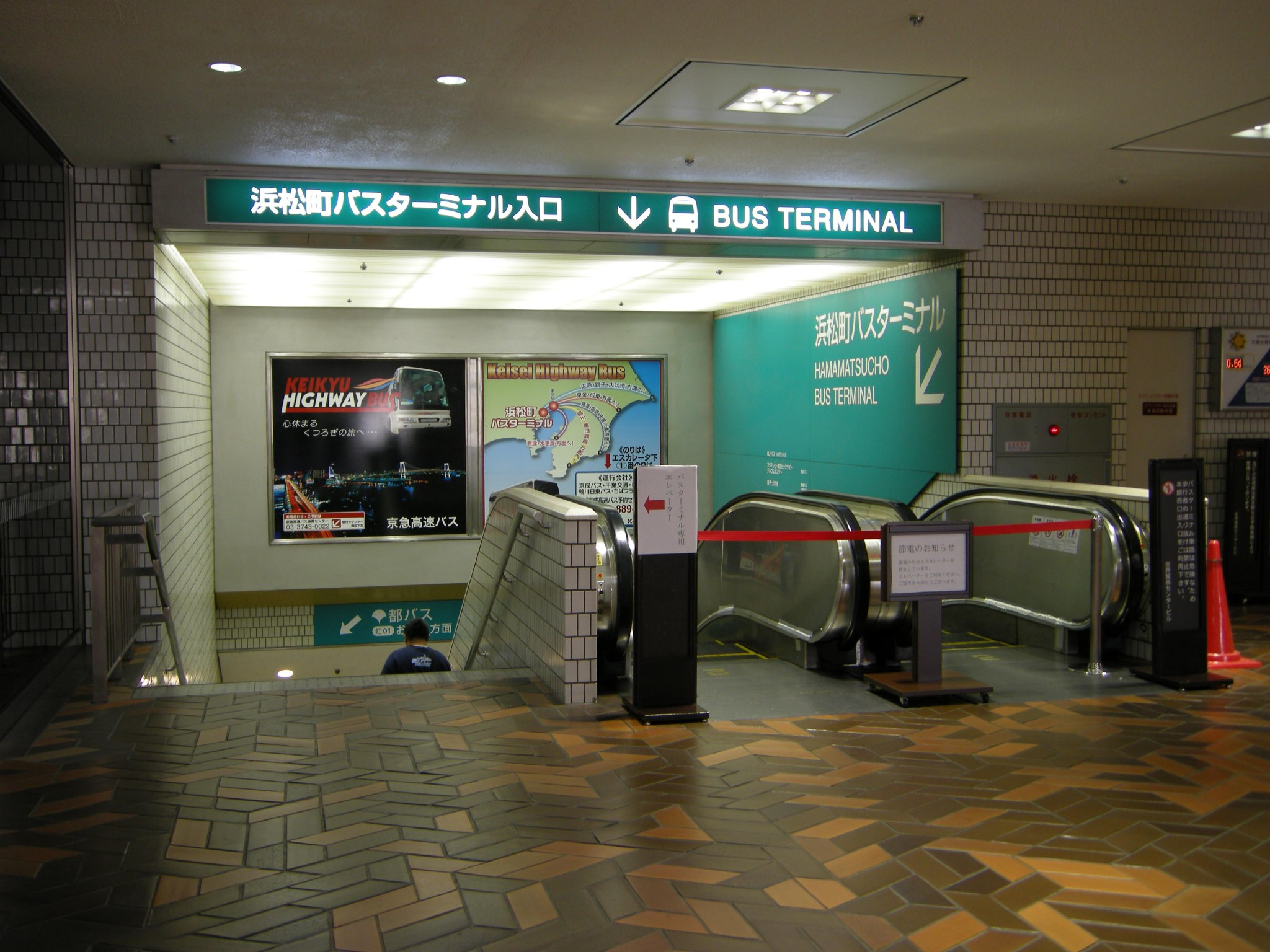
浜松町バスターミナル

### 浜松町一丁目
- 浜松町スクエア
- 文化放送メディアプラス
  - 文化放送

### 浜松町二丁目
- 世界貿易センタービル
- 東京モノレール本社
- 秋田屋
- 日本生命浜松町クレアタワー
  - 日本生命保険
  - 資生堂ジャパン
  - アイリスオーヤマ東京本部
  - シノケングループ東京本社
  - 朝日放送グループホールディングス東京オフィス
    - 朝日放送テレビ東京オフィス
    - 朝日放送ラジオ東京支社
    - スカイ・エー東京支社
    - ABCフロンティア
    - エー・ビー・シー開発東京支社

  - オリックス不動産事業本部・グループ各社
    - オリックス不動産
    - オリックス・クレジット

  - 東京ガスデジタルイノベーション戦略部・グループ各社
    - 東京ガスiネット

## その他

### 日本郵便
- ビル除く全域の郵便番号は、105-0013[4]である。各ビルの郵便番号は以下の通りである[17]。なお、集配局はすべて芝郵便局である。[18]。

| ビル名                           | 地上階    | 郵便番号           | 郵便番号       |
| ビル名                           | 地上階    | 階層ごと           | 地階・階層不明 |
| -------------------------------- | --------- | ------------------ | -------------- |
| 世界貿易センタービルディング南館 | 1階〜38階 | 105-5101〜105-5138 | 105-5190       |

※各ビルの郵便番号は6・7ケタ目に地上階毎の郵便番号が割り振られています。（例：1階は「01」、10階は「10」）